# Otis Clay
Otis Clay (Waxhaw, 11 februari 1942 – Chicago, 8 januari 2016) was een Amerikaanse R&B- en soul-zanger.
Hij begon zijn zangcarrière met gospelmuziek en zong in het lokale gospelkoor "the Voices of Hope" in Muncie en daarna bij "the Christian Travelers" in Mississippi. Vervolgens vertrok hij in 1957 naar Chicago om daar bij meerdere gospelkoren furore te maken. Hij leerde daar Cash McCall kennen die R&B zingt. Vanaf 1965 werkte hij voor platenlabel One-derful! en zijn eerste album  "That's How It Is (When You're In Love)" komt uit. In 1968 volgt "A Lasting Love". Een platenlabelfusie bracht hem bij Atlantic Records en meer albums.
Het beroemdste nummer van Otis Clay is echter het soul-blues-nummer Tryin' to Live my Life Without You, dat dateert uit 1971 toen hij werkte voor platenlabel Hi Records. In 1980 scoorde hij nog een hit met "The Only Way Is Up", dat in 1988 een grotere hit werd als cover door de Britse Yazz.
Clay bleef daarna optreden in Japan, Europa en de VS. Er kwamen zelfs drie live-albums uit: "Soul Man: Live in Japan ", "Otis Clay Live" (ook in Japan) en "Respect Yourself", live tijdens het Luzern Blues Festival in Luzern.
In de jaren 90 ging hij weer over naar de gospelmuziek.
In 2013 werd Clay toegevoegd aan de Blues Hall of Fame.
Otis Clay stierf op 8 januari 2016 op 73-jarige leeftijd aan een hartaanval. 

## Discografie (soloalbums)
- 1967: "That's How It Is  (When You're In Love)" (# 34 R&B)
- 1967: "A Lasting Love" (# 48 R&B)
- 1968: "She's About A Mover" (# 97 Billboard Hot 100, and # 47 R&B)
- 1972: "Tryin' To Live My Life Without You" (# 102 Billboard Hot 100, # 70 Cash Box Top 100, and # 24 R&B)
- 1977: "All Because Of Your Love" (# 44 R&B)
- 1980: "The Only Way Is Up"